# El Viento
El Viento é um jogo eletrônico para Sega Mega Drive de 1991, criado pelo Wolf Team.

## Enredo
El Viento se passa em Nova York, 1928. Um culto religioso, com ligações com a mafia, planeia despertar o antigo deus-monstro Hastur (inspirado nos mitos lovecraftianos). O lider do culto, Henry prometeu grande poder para a feiticeira Restiana, que, na verdade vai servir de sacrifício para a antiga divindade. Mas algumas pessoas são descendentes da linhagem de Hastur, e essa é Annet Myer, uma jovem feiticeira peruana com poderes sobre o vento (daí o nome, El Viento). Ela foi salva pelo aventureiro Earnest Evans (que estrela um jogo de Sega-CD), e também aparece em El Viento, numa pequena participação. E usando os poderes que sua ancestralidade lhe deu, Annet pretende impedir os planos do culto de Hastur. Mas além dos adoradores de Hastur Annet tem que enfrentar os gangsters do bando de Vincente DeMarco (Al Capone na versão japonesa), que espera se tornar um dos favoritos de Hastur. 